# Astra Klovāne
Astra Klovāne (nascuda el 13 d'octubre de 1944 a Baldone com a Astra Ērgle) és una jugadora d'escacs letona.

## Resultats destacats en competició
Va aprendre a jugar als escacs a onze anys. Els seus mestres foren el seu pare i el seu germà, però el seu primer entrenador fou Zigurds Pigits. El 1959, a 15 anys, va guanyar el campionat juvenil femení de Letònia, i dos anys després va guanyar el campionat del Club Baldone. El 1961 va compartir els llocs 1r-3r en un torneig a Moscou.
Klovāne va guanyar set cops el campionat de Letònia femení, els anys 1963, 1964, 1965, 1969, 1970, 1977, i 1978, els tres primers sense perdre cap partida. També va guanyar el campionat femení de Riga el 1964, i els campionats letons femenins de ràpides els anys 1977, 1978, i 1981.

### Participació en competicions per equips
Astra Klovāne va jugar representant Letònia en competicions soviètiques:
- El 1962, obtingué el millor resultat al desè tauler al 8è Campionat Soviètic per equips a Leningrad (+3, =5, -0).[3]
- El 1967, obtingué el millor resultat al novè tauler al 10è Campionat Soviètic per equips a Moscou (+6, =2, -1).[4]

## Vida personal
El 1968 Astra Klovāne es va graduar a la facultat de llengües estrangeres de la Universitat de Letònia i va començar a treballar de periodista. Klovāne participà activament en la reconstrucció del Comitè Olímpic de Letònia, i durant alguns anys fou presidenta de la seva comissió d'auditoria. Estigué casada amb el nou cops campió de Letònia d'escacs Jānis Klovāns (1935–2010) i hi tingué dues filles.